# Apetor
Tor Eckhoff (n. 22 noiembrie 1964, Kristiansund, Provincie a Norvegiei (fylke), Norvegia – d. 27 noiembrie 2021, Oslo, Norvegia), cunoscut și sub numele de Apetor (pronunție norvegiană: [ˈɑ̂ːpəˌtuːɾ]), a fost un YouTuber norvegian. A locuit în Sandefjord, Norvegia, unde a lucrat într-o fabrică de vopsea.